# Porte e torri di Guardiagrele
La cinta muraria di Guardiagrele comprendeva tutto l'abitato antico che si erge sopra il colle e il Piano del Rosario. Da alcuni testi riportati dallo storico locale Francesco Paolo Ranieri, si pensa che un primitivo fortilizio del villaggio di Grele, popolato dai Frentani, dovesse già esistere nell'epoca italica, e durante il governo romano. Le mura furono riedificate nell'VIII secolo durante il governo franco longobardo, e nuovamente nell'XI secolo, quando Guardiagrele entrò nel dominio della Contea di Manoppello, precisamente infeudata ai Conti di Palearia.
Il torrione longobardo di Largo Garibaldi, detto anche "torre Orsini", sarebbe l'elemento più antico della cinta muraria guardiese, era la torre di difesa dove abitava il feudatario di Guardiagrele per mezzo dei signori di Palearia.

## Storia delle mura
Successivamente le mura vennero allargate nel XIII-XIV secolo, quando Guardiagrele e la contea di Manoppello passarono agli Orsini del Balzo, in particolare al feudatario Napoleone I, che insieme a Napoleone II e III governarono la città nel Trecento-Quattrocento. A causa dei vari terremoti, come quello del 1456 e soprattutto quello della Majella del 1706, non è possibile farsi un'idea precisa dello stile delle mura, poiché vennero riadattate ad abitazioni, le torri, citate dal Ranieri, si ridussero di numero, o vennero troncate, e ugualmente nuovi problemi provennero dalle distruzioni naziste nel 1943-44. Si sa che nel 1849 iniziò un lento smantellamento delle mura, ancora pienamente in funzione all'epoca dell'attacco dei francesi napoleonici il 26 febbraio 1799. Nella metà dell'800 l'antica porta della Fiera, ossia di San Giovanni, così chiamata per la presenza di una cappella fuori dalle mura, presso il convento dei Cappuccini, fu demolita e rifatta in stile monumentale.
Era il primo passo verso un cambiamento di prospettiva della società verso le mura, viste come ostacolo e retaggio del passato feudale medievale, di ostacolo alla modernità dilagante, alla necessità di espandere la città fuori dai confini secolari
E così soprattutto dopo l'Unità d'Italia, il piano del Rosario o del castello longobardo, poi degli Orsini, venne rinnovato, con la demolizione di parte delle mura, di cui tuttavia resta ancora oggi il tratto di Porta del Vento o di Grele, attaccata alla chiesetta del Rosario su piazza Garibaldi; ma sopra le vecchie mura vennero edificate delle abitazioni, ancora oggi visibili, benché in degrado, poste sulla sinistra, venendo dalla Salita del Torrione. 

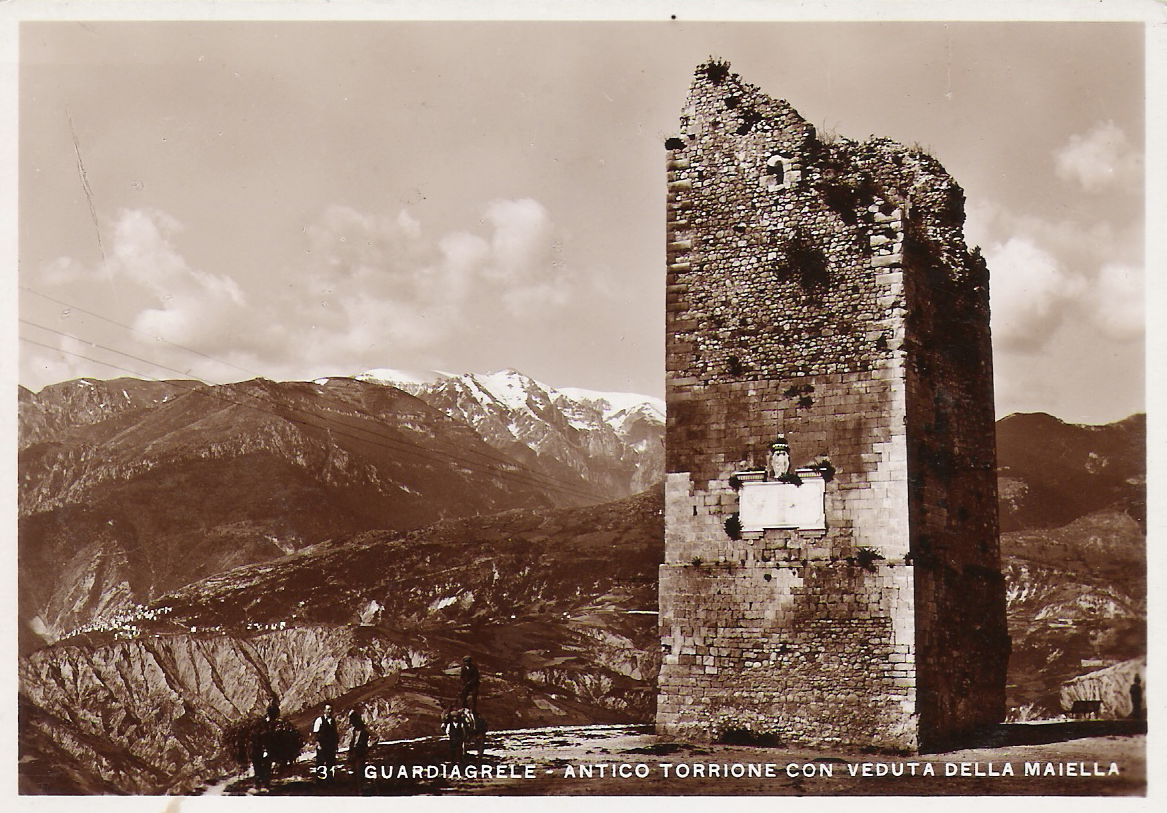
Fotografia storica del Torrione Orsini, con sfondo della Majella

Il piano del Rosario tuttavia era ancora lontano dall'assumere la conformazione attuale; il colle sopra cui sorgeva il torrione, mozzato in cima dal terremoto del 1706 e dal successivo abbandono dello stesso, era dominato da un'altra torre, la torre dell'Acquedotto, o di Napoleone Orsini, che sino al 1944 era ancora in piedi, fatta saltare in aria poi dai nazisti. Dalle fotografie si evince che era una delle torri merlate meglio conservate di Guardiagrele, con al tipica decorazione a beccatelli e caditoie regolari presenti anche in altre torri dei fortilizi degli Orsini, e dei Piccolomini, ad esempio nella Marsica. La torre oggi ricostruita dopo la guerra è solo una modesta imitazione della precedente, e non mostra la tipica decorazione quattrocentesca a merli e baccatelli.
La pineta attuale di Largo Garibaldi fu aggiunta solo con il rimboschimento del secondo dopoguerra, e con il restauro del torrione principale, che minacciava crollo, malgrado nei primi del Novecento vi fosse stata affissa la targa commemorativa al patriota Giuseppe Garibaldi.
Le mura di Guardiagrele cingevano, come detto, tutto il perimetro urbano, la porzione più antica è quella attorno al piano del Rosario, lungo via Occidentale, via Orientale, via Porta di Luzio. Nel XIV secolo fu aggiunta la seconda parte verso nord, lungo il secondo tratto di via Occidentale, via Modesto della Porta (ex prolungamento a nord di via Cavalieri), piano Santa Chiara o della Fiera, e appunto l'area di Torre Adriana-Porta San Giovanni. Le principali porte sopravvissero alle calamità telluriche, ma non sopravvissero ai drastici cambiamenti del secondo dopoguerra, ad esempio Porta San Giacomo sul lato ovest, di cui resta oggi solo il nome della via, era una delle meglio conservate di Guardiagrele, mostrante ancora il fornice a sesto acuto, ed era inquadrata tra due robusto torrioni di larghezza irregolare; questi già nel 1953 insieme alla porta erano stati abbattiti per consentire un rapido allaccio della città interna alla strada di via Occidentale, o ex strada statale 363 Marrucina. Anche Porta di Luzio che affacciava sul lato orientale, accanto alla palazzina neogotica realizzata negli anni '30, andò distrutta, per facilitare l'accesso dal ripido Colle Luna
Tra le porte e le torri di Guardiagrele viene annoverata anche Porta San Pietro, su via Modesto della Porta, ricavata dall'ex monastero di San Pietro dei Padri Celestini (XIII secolo), si presume andato distrutto col sisma del 1706, e non ricostruito; piuttosto vi fu eretta sopra la chiesa della Madonna del Carmine, che oggi prospetta sullo slargo opposto, con la sua eclettica facciata liberty e moresca. Anche un'altra torre esisteva in Guardiagrele, presso l'attuale Largo Brigata Maiella: la "casa Rossa", una torre medievale, restaurata nell'Ottocento in stile neogotico, con le tipiche merlature e finestre ad arco a sesto acuto, andata distrutta però durante la guerra.
Il tratto murario meglio conservato oggi si trova su via Occidentale, tra Torre Stella e Torre Adriana, comprendete Porta San Giovanni.

## Porte

### Porta San Giovanni

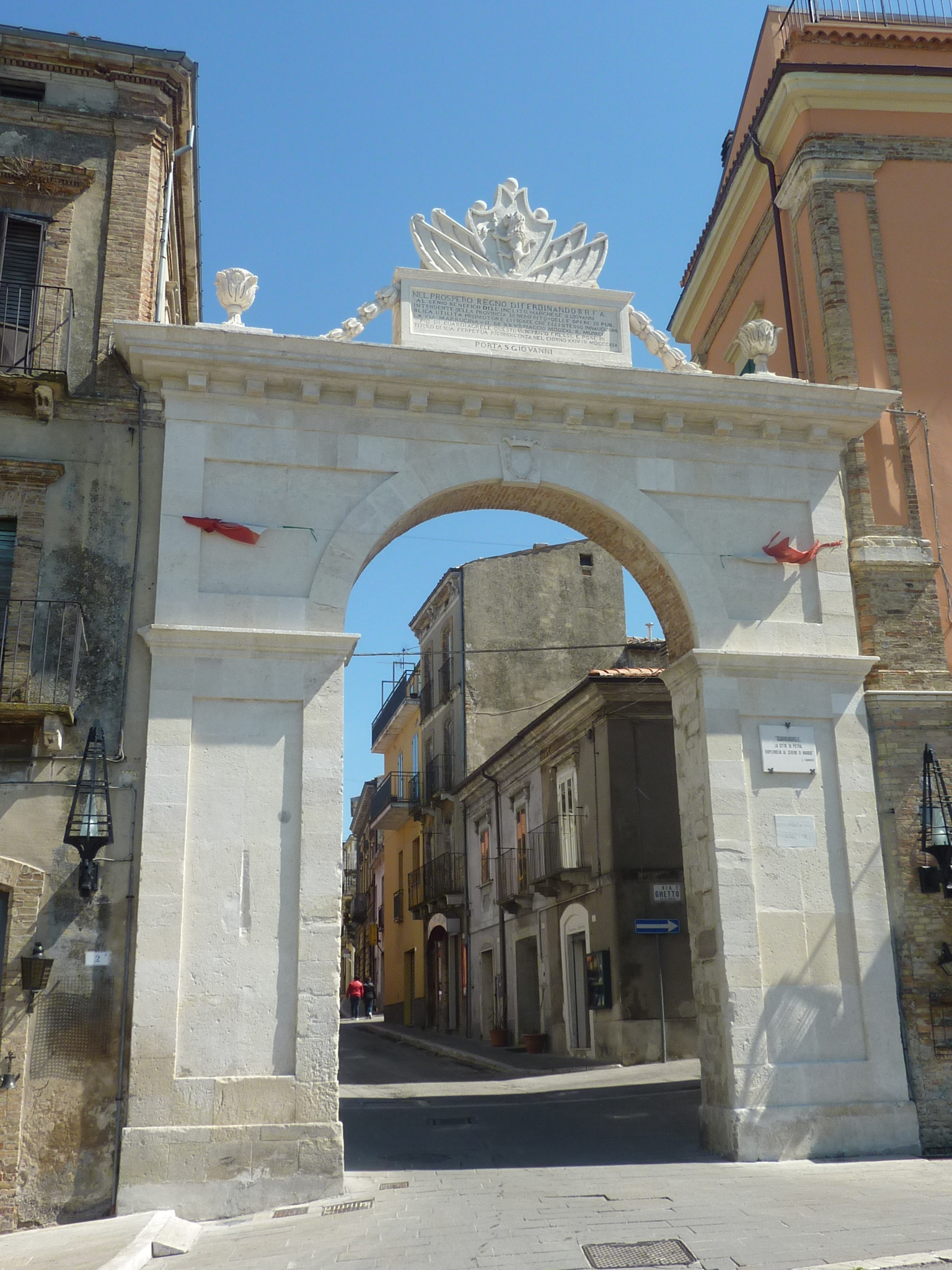
Porta San Giovanni

Nota originariamente come Porta della Fiera, fu ricostruita nel 1841 nelle forme attuali; prospetta su via Occidentale, ex strada statale 363, accanto alla Torre Adriana. La struttura, articolata intorno ad un arco a tutto sesto, presenta un paramento regolare in pietra solo sulla facciata esterna. Sulla sommità è collocato un fastigio con uno stemma e un'iscrizione che ricorda la data di inaugurazione della strada.

### Porta San Pietro

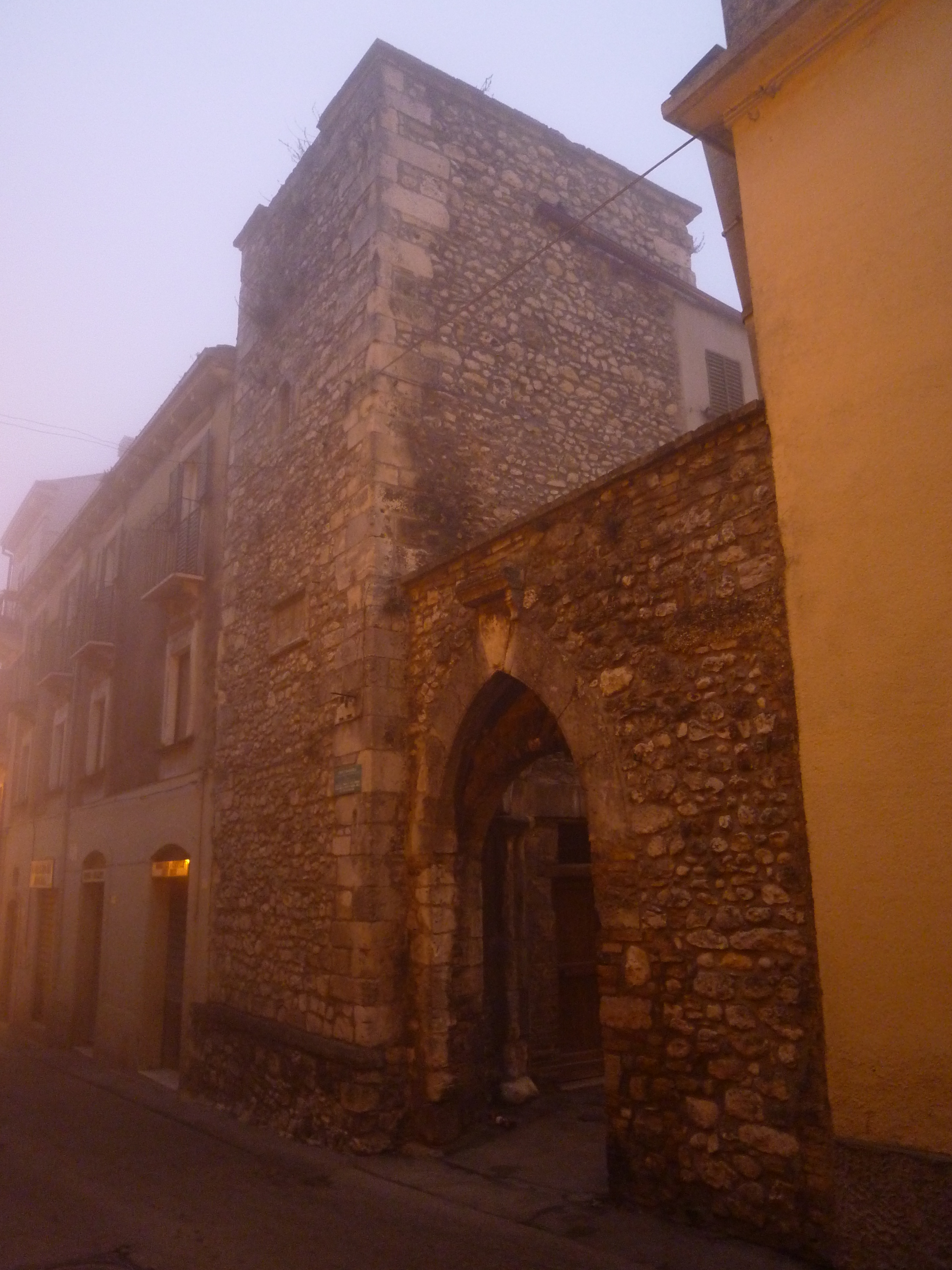
Porta e torre San Pietro

La struttura si trova su via Modesto della Porta, fiancheggiata da una torre e un portale, consiste nei resti del convento di San Pietro Celestino, edificato nel XIII secolo. La porta ogivale, lapidea e con sesto ribassato in mattoni, conduce ad un cortile dove è locata un'altra porta che conduce ad un ambiente esterno in cui sono visibili tratti di mura superstiti e dove si denotano i conci di altri due archi, oggi scomparsi.

### Porta del Vento o di Grele

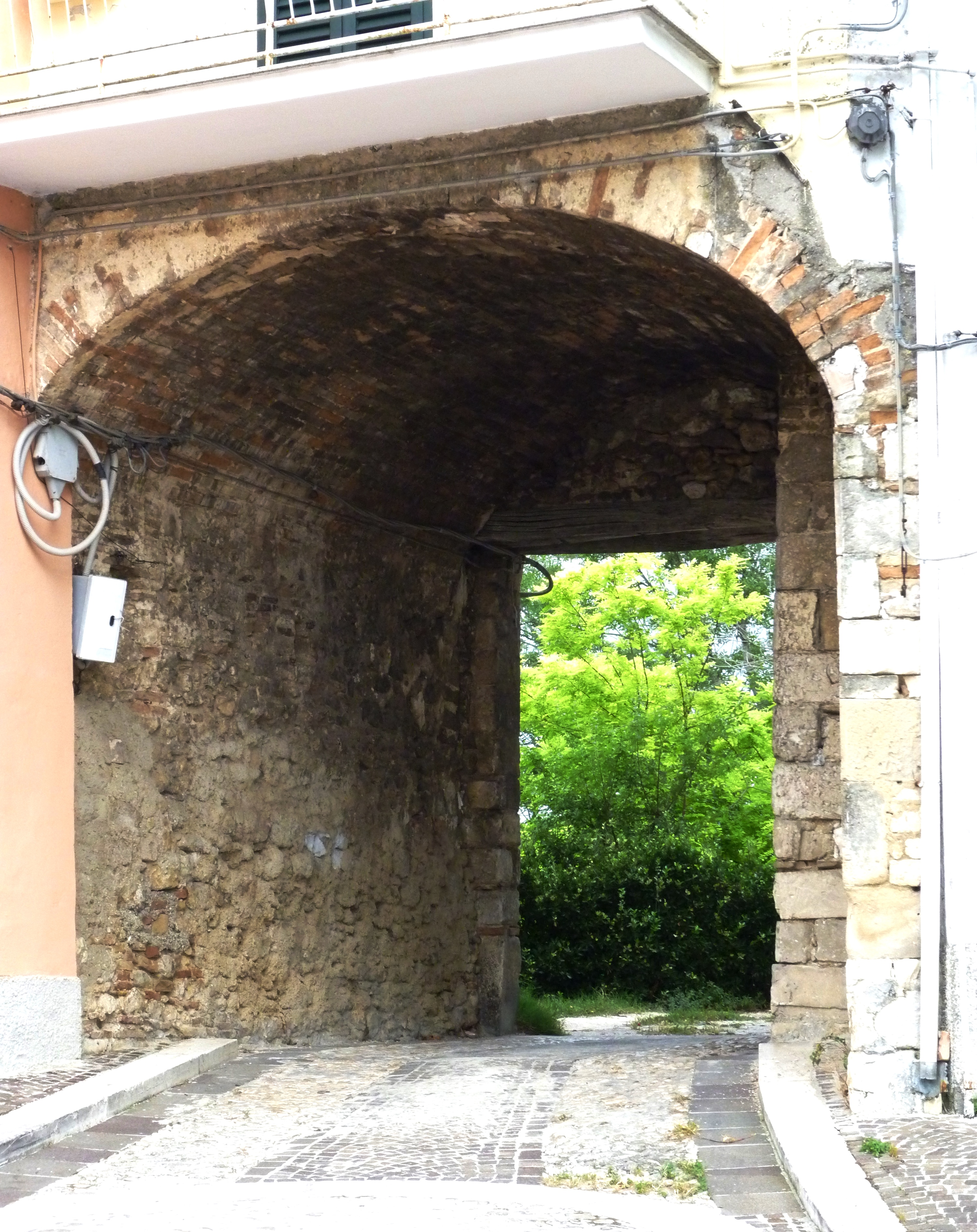
Porta del Vento

Si trova sul lato destro di Largo Garibaldi, sotto la chiesa della Madonna del Rosario. Assunse l'attuale aspetto dopo i rifacimenti posteriori all'anno 1000, perdendo l'antico aspetto di età longobarda. È costituita da un arco a tutto sesto in conci di pietra squadrati che delimitano una volta a botte in laterizio, che imposta su una muratura in pietrame. Nel corso dei secoli vari edifici si sono addossati alla porta, nascondendola quasi interamente.

### Porta San Giacomo (perduta)
Distrutta per consentire il transito veicolare, si trovava dove ora resta solo il toponimo, via Porta San Giacomo. La porta è rimasta intatta anche dopo i danni del terremoto del 1706, in fotografie storiche, viene mostrata come un piccolo ingresso con arco ogivale, incluso tra due grandi torrioni a pianta quadrangolare, provvisti di feritoie, usate successivamente come finestre di abitazioni private. Tutto questo complesso fortificato è stato abbattuto in parte dai tedeschi in ritirata nel 1944, che fecero esplodere l'arco medievale, e definitivamente all'inizio degli anni '60 furono distrutte le case-torti laterali per allargare la strada.
Un'altra porta era scomparsa già gli inizi del secolo, corrispondente di questa: Porta di Luzio, lungo via Orientale, per permettere la costruzione della Scuola elementare "Modesto Della Porta".

## Torri

### Torrione Orsini
Emblema della città, si trova in una fitta pineta adiacente a Largo Garibaldi, detto il Piano. Il nome della struttura si deve alla famiglia che dominò Guardiagrele, insieme alla Contea di Manoppello, dal 1340. Secondo le tradizioni e la toponomastica locali il torrione, chiamato anche Longobardo, era sede del presidio fortificato sorto nel VII secolo, ma non vi sono elementi nella struttura che riconducono a quel periodo. Il suo aspetto tozzo ed imponente è frutto di numerosi interventi di modifica che nei secoli successivi alla costruzione interessarono quasi tutte le fortificazioni longobarde. L'odierno aspetto, massiccio e a pianta quadrata, si deve proprio alla famiglia Orsini, padroni della città dal XIV secolo. Caratteristica di questo edificio è la sommità diroccata.

### Torre Adriana

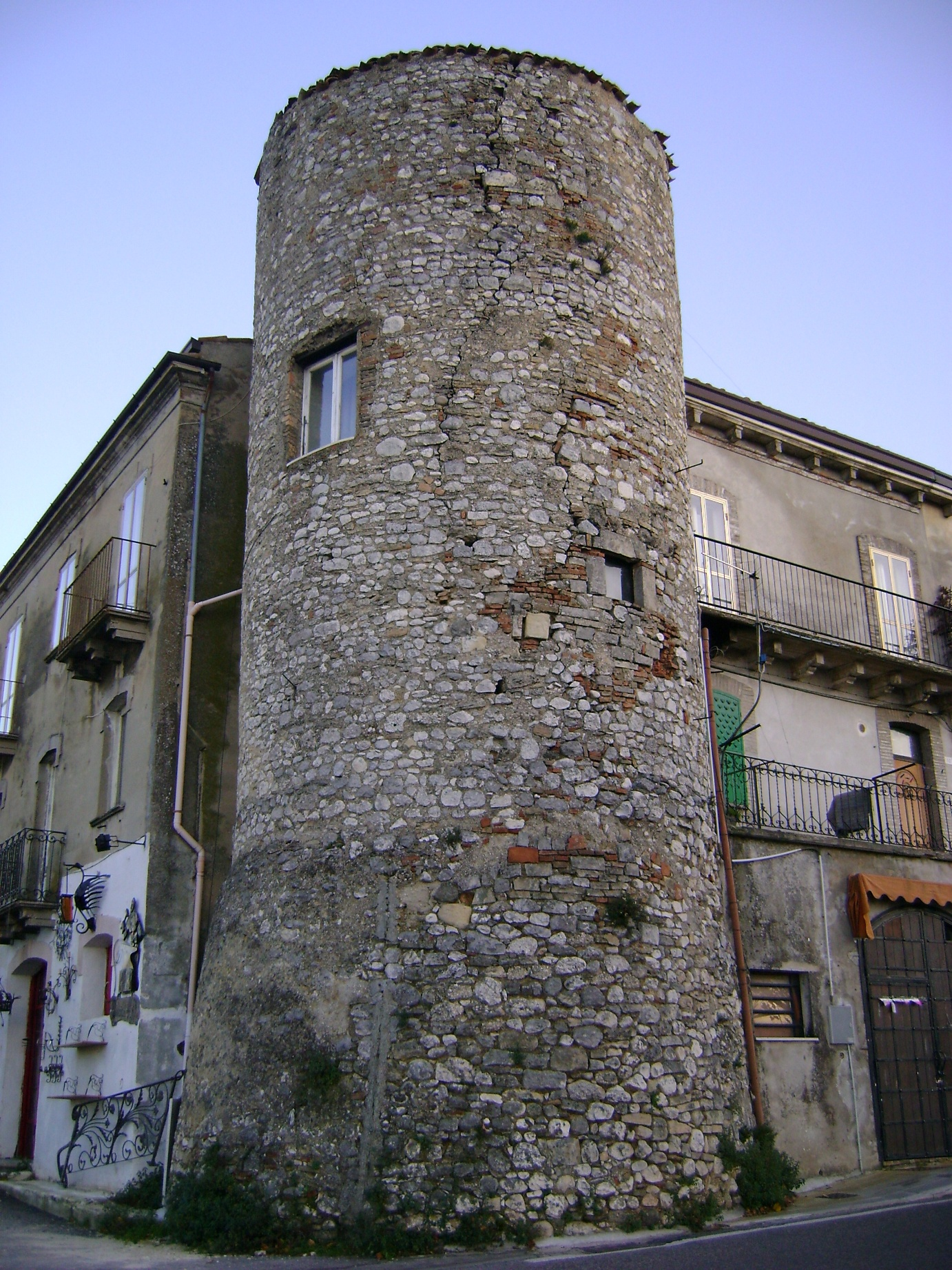
Torre Adriana

Posta all'angolo settentrionale delle mura della città, all'inizio di via Occidentale, accanto a Porta San Giovanni, vicino alle botteghe artigiane, presenta una forma cilindrica e una muratura in pietrame regolare di piccolo taglio. La torre è coeva di Torre Stella, lungo la cinta, tratto completati nel XIV secolo, più tardi rispetto alla cinta sud del Largo Garibaldi, dove stava il castello. Questa torre doveva essere decorata da merlatura, ma a causa del sisma della Majella del 1706 fu modificata nell'aspetto attuale, soprattutto quando la funzione difensiva decadde, e divenne un'abitazione privata. Ancora oggi è un'abitazione, con al piano terra una bottega di artigianato in rame.

### Torre Stella
Gemella della Torre Adriana, lungo via Occidentale, è insieme ad essa l'unica torre perimetrale di forma circolare giunta fino ai giorni nostri. Il prospetto è alterato dalla costruzione di due balconi. Nella muratura è posto lo stemma gentilizio della famiglia Stella.

### Torre San Pietro

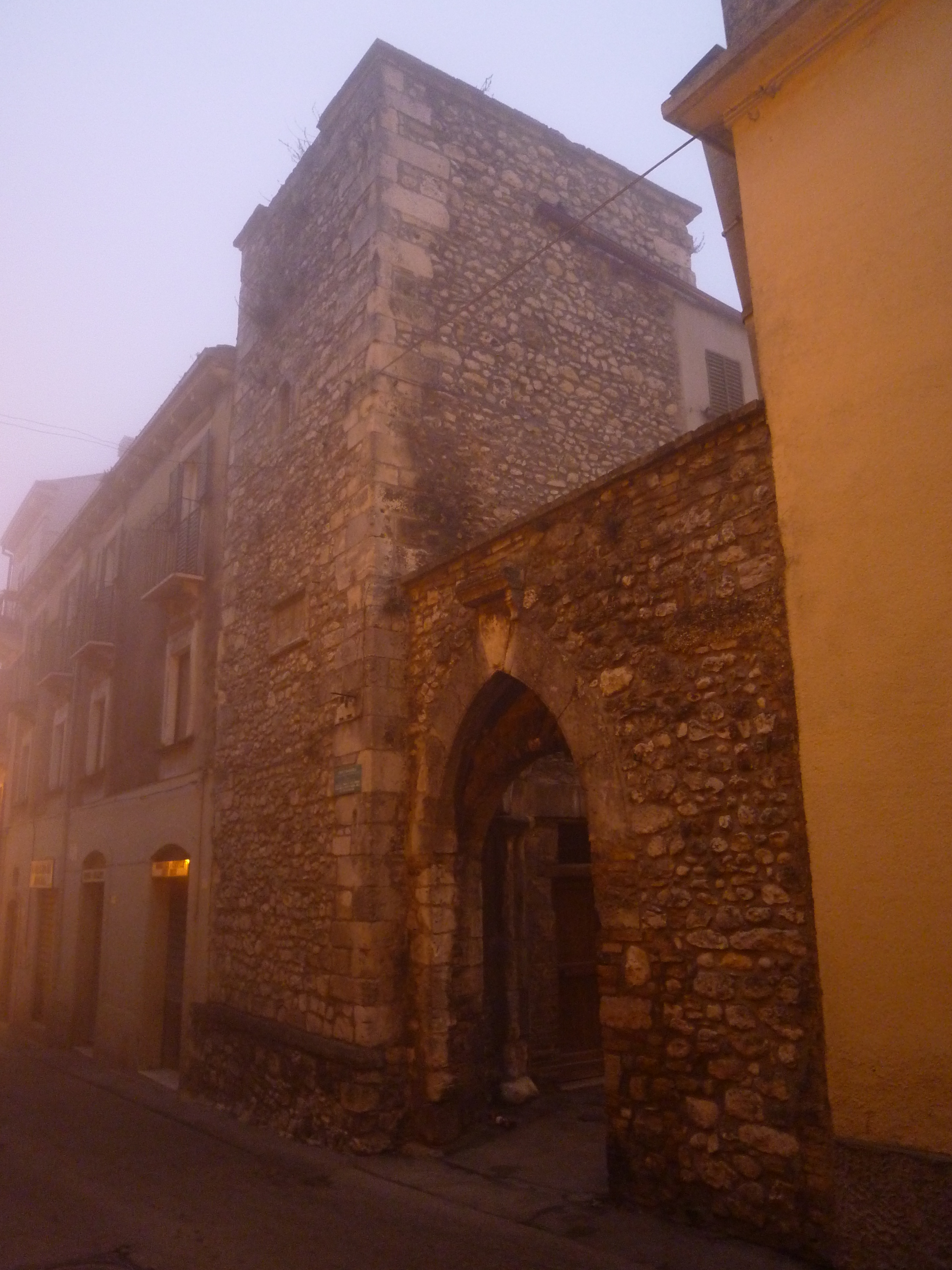
Porta e torre San Pietro

Adiacente all'omonima porta, in Via Modesto Della Porta, risulta essere la parte bassa del campanile del monastero celestiniano di San Pietro confessore. A base quadrata, la torre presenta una monofora e un'iscrizione sul lato esterno. Alla sua base si trova un portale tardogotico, piuttosto deteriorato. Sulla facciata si trova un'epigrafe che riporta la data 1438, quando il complesso monastico venne rinnovato da un certo Frater Angelus Miscei de Guardia Grelis.

### Torre del Gastaldo
È situata in via San Francesco, di fronte all'edificio delle Poste e fu, secondo la tradizione, la dimora del gastaldo longobardo, ed è dunque la torre più antica di Guardiagrele, insieme al Torrione. L'edificio, a pianta quadrata, non sembra risalire ad un periodo così lontano da confermare la tradizione e non ha mai fatto parte della cinta muraria. Sembra essere più che altro una casa-torre fortificata di epoca medievale. Il paramento murario è composto da conci di pietra squadrata agli angoli, pietrame misto a laterizio nel resto della struttura. Il terzo e il quarto livello del palazzo sono delimitati da una cornice marcapiano a denti di lupo.

### Torre dell'acquedotto

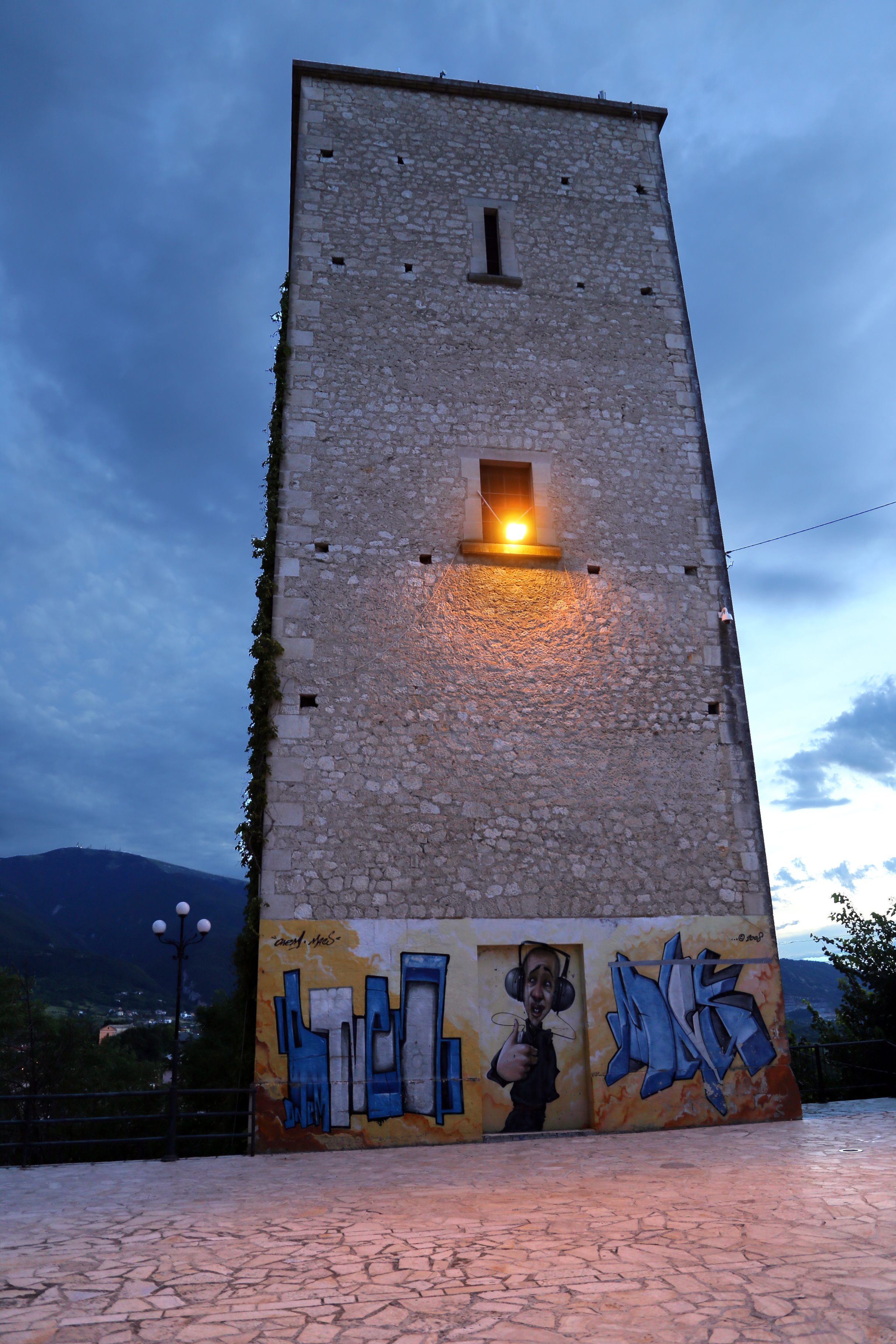
Torre dell'acquedotto, Largo Garibaldi

La torre dell'acquedotto si trova dietro il Torrione, in Largo Garibaldi, è una struttura moderna ricostruita dopo che quella più antica fu fatta saltare in aria dai Tedeschi nel corso della seconda Guerra Mondiale. Il torrione antico è visibile in alcune fotografie storiche, e presentava la tipica merlatura con beccatelli quattrocentesca di analoghe strutture appartenute agli Orsini in Abruzzo, quali il castello di Avezzano o di Alba Fucens, o dei Piccolomini (castello di Celano); si presentava a pianta quadrata. La torre è adornata da una lapide che riporta una citazione di Gabriele D'Annunzio su Guardiagrele e la Majella, tratta dal romanzo Trionfo della morte.